# Sharp MZ 800 - MZ 1500
Sharp MZ 800 - MZ 1500 (MZ 800 - MZ 1500) је серија кућних рачунара фирме Шарп (Sharp) која је почела да се производи у Јапану током 1984. године.
Користили су Zilog Z80 A микропроцесорску јединицу а РАМ меморија рачунара је имала капацитет од 64 KB. 

## Детаљни подаци
Детаљнији подаци о рачунару MZ 800 - MZ 1500 су дати у табели испод.
|                       |                                                                                                   |
| 1500                  |                                                                                                   |
| Произвођач            | Шарп                                                                                              |
| Тип                   | кућни рачунар                                                                                     |
| Меморија              | 64                                                                                                |
| Поријекло             | Јапан                                                                                             |
| Година                | 1984                                                                                              |
| Тастатура             | Пуни помак 70 тастера са 5 функцијских тастера, едит и тастери смјера                             |
| Процесор              |                                                                                                   |
| Фреквенција процесора | 3,5                                                                                               |
| RAM                   | 64                                                                                                |
| ROM                   | 16                                                                                                |
| Текст                 | 40 x 25 / 80 x 25                                                                                 |
| Графика               | 320 x 200 / 640 x 200 - вертикални убрзавач скроловања у хардверу                                 |
| Боја                  | 4 (320 x 200 и 16 са проширеном видео меморијом), 2 (640 x 200 и 4 са проширеном видео меморијом) |
| Звук                  | 3 канала, 6 октава + генератор бијелог шума                                                       |
| Димензије             | 44 (ширина) x 30,5 (дубина) x 10,9 (висина) / 4,3 .                                               |
| Портови               |                                                                                                   |
| Оперативни систем     | [[]]                                                                                              |